# 藤原穩子
藤原穩子（日语：／ Fujiwara no Onshi/Yasuko；885年—954年2月9日）為關白藤原基經之女。生母人康親王之女。第60代醍醐天皇中宮，第61代朱雀天皇、第62代村上天皇生母。又有五条后之稱。

## 生平
藤原穩子所生的醍醐天皇第二皇子－保明親王，原本被冊立為皇太子，但之後卻早逝，而保明親王的第一王子慶賴王繼其父之後被立為皇太子，但卻以5歲之齡夭逝。而在保明親王過世的同年，穩子被冊立為中宮。穩子所生的另兩位皇子（寬明親王和成明親王），都相繼成為天皇。
藤原穩子作為兩代天皇的國母，成為藤原氏實行攝關政治的依據。她的兩個兒子－朱雀天皇和村上天皇在藤原穩子生前，都沒有冊立皇后或中宮，使得藤原穩子成為當時後宮中唯一身居后位之人。而穩子在被冊立為后時，所得到的封號是中宮而非皇后，這樣的方式後來成為許多天皇立后的習慣。藤原穩子死後葬於宇治陵（京都府宇治市木幡中村）。

## 年表
- 昌泰4年（901年），入醍醐天皇後宮成為女御。延喜9年（909年）敘任從三位。
- 延長元年（923年），冊立為中宮。
- 延長8年（930年），醍醐天皇讓位，不久崩御。醍醐天皇第十四皇子即位為朱雀天皇。
- 承平元年（931年），藤原穩子晉皇太后。
- 天慶9年（946年），皇太后穩子所生的醍醐天皇之第十六皇子即位為村上天皇，穩子因此晉太皇太后。
- 天曆8年（954年），太皇太后穩子在宮中的昭陽舍崩御。享年70。